# Ellen Datlow
Ellen Datlow (ur. 31 grudnia 1949) – amerykańska redaktorka fantastyki, współtwórczyni antologii.

## Życiorys
Datlow była redaktorem naczelnym czasopisma Omni i Omni Online w latach 1981–1998. W tym czasie redagowała dziesięć antologii powiązanych z czasopismem. Była redaktorką serii Year’s Best Fantasy and Horror w latach 1988–2008 (wraz z Terri Windling do 2003). Potem współtworzyła ją razem z Gavinem Grantem i Kelly Link aż to zakończenia jej wydawania. Obecnie redaguje The Best Horror of the Year publikowane przez Night Shade Books. Samodzielnie redagowała wiele oryginalnych antologii fantastycznych. Współpracowała między innymi z Nickiem Mamatasem.
Była redaktorką internetowego zinu Event Horizon: Science Fiction, Fantasy i Horror od 1998 do 1999 oraz Sci Fiction, aż zakończyła publikację 28 grudnia 2005. Obecnie jest redaktorem konsultacyjnym dla Tor.com.
Od lat zarządza Horror Writers Association.

## Nagrody
Datlow zdobyła Nagrodę Hugo w kategorii Best Professional Editor w 2002 i 2005 oraz w kategorii Best Short Form Editor w 2009, 2010, 2012, 2014, 2016 i 2017. Zdobyła także pięć Nagród Brama Stokera, dziesięć World Fantasy Awards, dwukrotnie zdobyła Horror Guild Awards oraz dwukrotnie Shirley Jackson Award za najlepszą antologię oraz dwanaście razy zdobyła Nagrodę Locusa w kategorii Best Editor. Została także wyróżniona nagrodą Karla Edwarda Wagnera w 2007, przyznawaną na British Fantasy Convention za wyjątkowy wkład w ten gatunek. W 2011 otrzymała nagrodę Life Achievement Award przyznawaną przez The Horror Writers Association.